# Cedrik-Marcel Stebe
Cedrik-Marcel Stebe é um tenista profissional alemão. 
Encerrou o ano de 2011 como o número 81 do mundo.